# Zygmunt Wilhelm Birnbaum

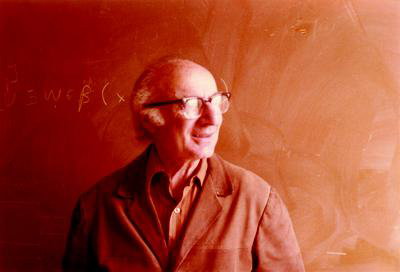
Zygmunt Wilhelm Birnbaum, 1977

Zygmunt Wilhelm Birnbaum (* 18. Oktober 1903 in Lemberg, Österreich-Ungarn (heute Ukraine); † 15. Dezember 2000 in Seattle, USA) war ein polnisch-amerikanischer Mathematiker und Statistiker.
Er ist vor allem für seine Beiträge zur Funktionalanalysis und Statistik bekannt.

## Leben
Birnbaum wurde 1903 in Lemberg (heute Lwiw) geboren und stammt aus einer polnischen Familie jüdischen Glaubens. Aufgrund des Ersten Weltkriegs zog die Familie kurzzeitig nach Wien. 1918 zogen sie wieder zurück nach Lemberg und dort machte Birnbaum zuerst einen Abschluss in Rechtswissenschaften und absolvierte dann ein Studium der Mathematik. Er promovierte bei Hugo Steinhaus zum Thema Zur Theorie der schlichten Funktionen.
Von 1929 bis 1931 setzte er seine Studien in Göttingen fort, das damals als eines der Zentren der Mathematik galt. Sein Doktorvater Steinhaus promovierte dort schon zuvor bei David Hilbert. In Göttingen besuchte er unter anderem Vorlesungen bei Edmund Landau, Gustav Herglotz, Richard Courant und Kurse über Versicherungsmathematik bei Felix Bernstein. Er lernte auch Władysław Orlicz kennen; aus der fruchtbaren Zusammenarbeit beider entstand 1931 die einflussreiche Schrift Über die Verallgemeinerung des Begriffes der zueinander konjugierten Potenzen, wo sie die sogenannten Birnbaum-Orlicz-Räume studierten. 1931 arbeitete er als Aktuar bei einer Versicherung und kehrte 1932 nach Lemberg zurück.
1937 emigrierte er aus Lemberg aufgrund der Situation in Deutschland in die USA, wo er zunächst Assistent bei Felix Bernstein an der New York University war. Mit Hilfe von Harold Hotelling und Referenzen von Richard Courant, Albert Einstein und Edmund Landau erhielt er 1939 eine Position als Assistenzprofessor an der University of Washington, an der er bis zu seiner Pensionierung 1974 arbeitete. Er war insgesamt 35 Jahre in der Statistikgruppe der mathematischen Abteilung. 1984 bekam er den Wilks Memorial Award von der American Statistical Association für seine Arbeiten auf dem Gebiet der Statistik. Er starb im Dezember 2000 im Alter von 97 Jahren.